# Crazy (2000)
Crazy is een in 2000 uitgebrachte Duitse speelfilm naar de gelijknamige autobiografische roman van Benjamin Lebert. In de hoofdrollen spelen Robert Stadlober, Tom Schilling en Oona Devi Liebich. Met ongeveer 1,5 miljoen bioscoopbezoekers was Crazy een van de meest succesvolle Duitse films van het jaar 2000.

## Verhaal
De 16-jarige Benjamin, door iedereen Benni genoemd, wordt door zijn ouders naar een internaat in Neuseelen gestuurd. Voor Benni is het niet de eerste verandering van school, met name vanwege zijn slechte cijfers in wiskunde en Duits. Benni deelt een kamer met Janosch, die meer geïnteresseerd is in meisjes en plezier maken dan in school. Uiteindelijk worden de twee jongens vrienden, totdat beide verliefd worden op een klasgenootje Malen. Er komt wrijving tussen beide jongens die ten slotte tijdens een feestje in de keuken van het internaat uitloopt op een handgemeen. Dit geschil wordt geregeld, doordat Benni de schuld op zich neemt en zich verontschuldigt bij Janosch, zodat niets de voortzetting van hun vriendschap in de weg staat. Tevens komen ze erachter dat Malen een relatie heeft met een andere leerling.
Aan het einde van de film verlaat Benni het internaat, omdat hij de doelstellingen en het niveau van het internaat niet kan bereiken. Met zijn vrienden zit hij tijdens de slotceremonie van het schooljaar in de keuken, als Malen en twee andere vriendinnen binnen komen. Samen zingen ze het lied voor hem: Für mich soll's rote Rosen regnen.

## Rolverdeling
| Acteur                 | Personage        |
| ---------------------- | ---------------- |
| Robert Stadlober       | Benjamin Lebert  |
| Tom Schilling          | Janosch Schwarze |
| Oona-Devi Liebich      | Malen            |
| Julia Hummer           | Marie            |
| Can Taylanlar          | Troy             |
| Christoph Ortmann      | Kugli            |
| Joseph Bolz            | Dünner Felix     |
| Willy Rachow           | Florian          |
| Dagmar Manzel          | Juliane Lebert   |
| Burghart Klaußner      | Klaus Lebert     |
| Mira Bartuschek        | Paula Lebert     |
| Jörg Gudzuhn           | Herr Falkenstein |
| Katharina Müller-Elmau | Frau Westphalen  |
| Karoline Herfurth      | Anna             |

## Prijzen
- 2001 - Bayerischer Filmpreis voor de acteurs Robert Stadlober & Tom Schilling
- 2001 - Deutscher Filmpreis Zilveren filmprijs voor beste speelfilm
- 2001 - Video Champion in de categorie beste nationale speelfilm